# Cappella Pieri Nerli
La cappella Pieri Nerli è un edificio religioso situato a Quinciano, nel comune di Monteroni d'Arbia. 

## Storia e descrizione
Fu eretta su commissione del marchese Ferdinando Pieri Nerli che nel 1859 affidò il progetto all'architetto Giulio Rossi. A seguito della morte di quest'ultimo (ottobre 1861) fu portata a termine da Giuseppe Partini. Costituisce una sorta di antologia della neogotica cultura purista senese della seconda metà dell'Ottocento.
Scrive il committente:
( Ferdinando Pieri Nerli, Dodici anni della mia vita, Torino, Tipografia Bellardi, Appiotti e Giorsini, 1868,  p. 24.)

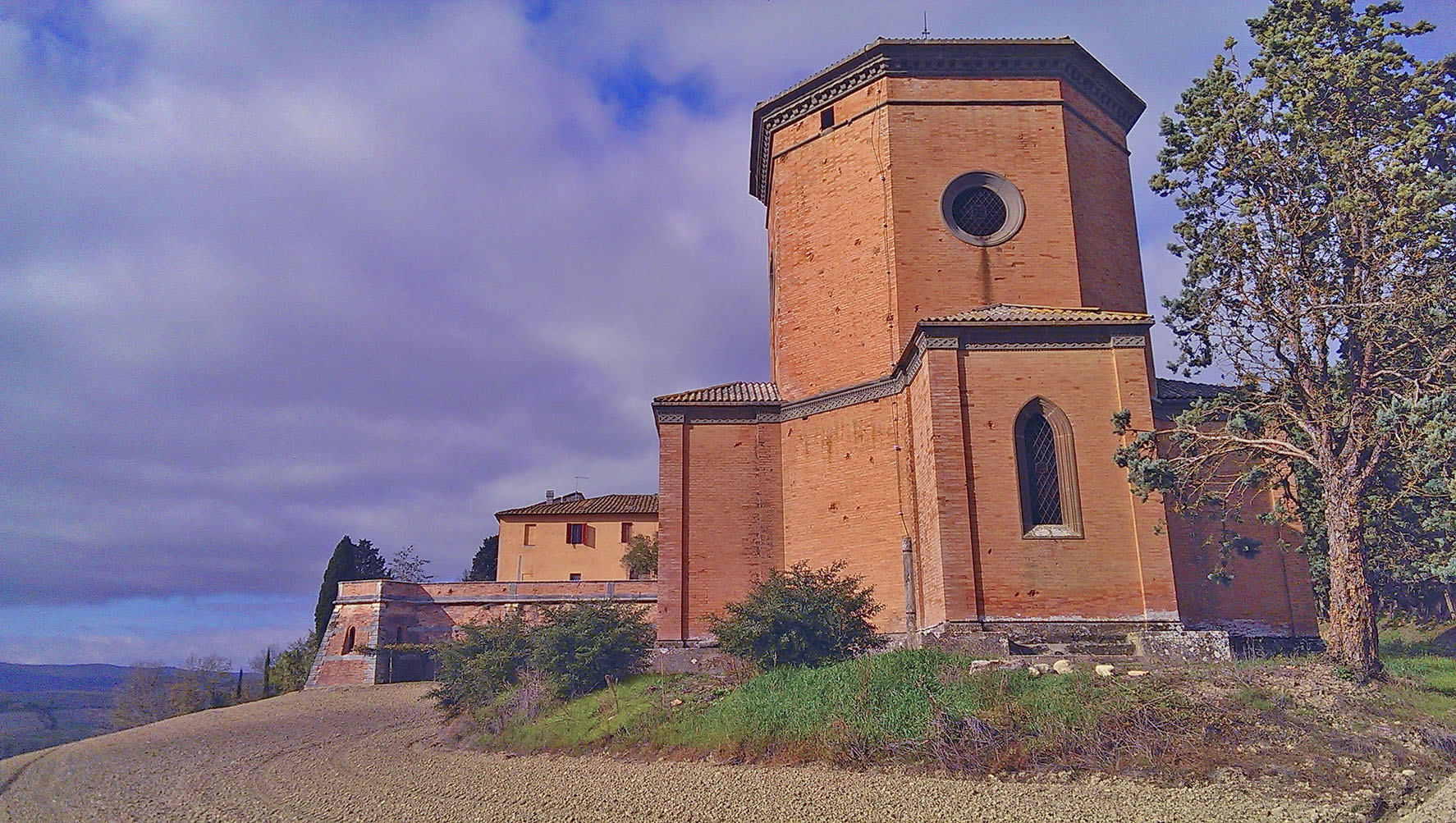
La cappella Pieri Nerli vista dal lato orientale; si notano le tre cappelle a pianta rettangolare e, sullo sfondo, l'angolata meridionale delle opere di sostruzione.

L'edificio, a pianta ottagonale, con paramento esterno in mattoni, è coperto da una volta ottagonale a costoloni illuminata da quattro oculi circolari che si aprono sulle pareti esposte ai punti cardinali. I costoloni si dipartono dai capitelli corinzi di altrettante semicolonne addossate agli otto angoli degli spartiti murari sui quali è ancora in gran parte leggibile la finitura a fasce orizzontali bianche e nere a mimare l'interno delle grandi cattedrali dell'Italia centrale, prime fra tutte Siena e Orvieto. Lo completano, ad occidente, il portale d'accesso, preceduto da un nartece con cuspide e pinnacoli in pietra arenaria grigia, e sui rimanenti lati cardinali, tre scarselle (cappelle a pianta rettangolare) illuminate da altrettante finestre ad ogiva. Da quella meridionale (sulla destra entrando) si ha accesso ad una scaletta che conduce alla cripta interrata, sempre a pianta ottagonale e con un possente pilastro centrale che sorregge il pesante pavimento della cappella. All'interno di alcuni dei loculi in essa previsti ebbero sepoltura il committente e i suoi genitori.
Nella scarsella principale, quella orientale, i migliori allievi del maestro Luigi Mussini dipinsero le loro opere. Cesare Maccari affrescò i Quattro evangelisti sul soffitto della volta a crociera e, sulle tre lunette cuspidate, Alessandro Franchi dipinse "a buon fresco" le Virtù cardinali. Di quest'ultimi affreschi rimangono leggibili solamente quello della Fede e della Carità, essendo la Speranza andata persa per danni da incuria.
Lo stesso Luigi Mussini, noto pittore e in quegli anni direttore dell'Accademia di Belle Arti di Siena, fu incaricato dalla stessa committenza di realizzare due tavole a fondo oro rappresentanti il Beato Franco e la Beata Bonizzella, completate nel 1864 ma forse mai esposte negli arredi previsti all'interno della cappella.
Addossato alla parete di sud-est si erge il monumento dedicato al padre del committente, il marchese Girolamo Ballati Nerli effigiato in alto sulla cuspide. Eseguito da Tito Sarrocchi in marmo statuario, raffigura la Desolazione consolata dalla Fede.
Completano l'opera le decorazioni parietali e altre figure dipinte con grande maestria da Giorgio Bandini nonché il pavimento a tarsie marmoree policrome attribuito al senese Leopoldo Maccari. Da notare anche un piccolo busto commemorativo, scolpito in marmo da ignoto, raffigurante l'architetto Giulio Rossi e posto sopra la finestra della scarsella settentrionale. 

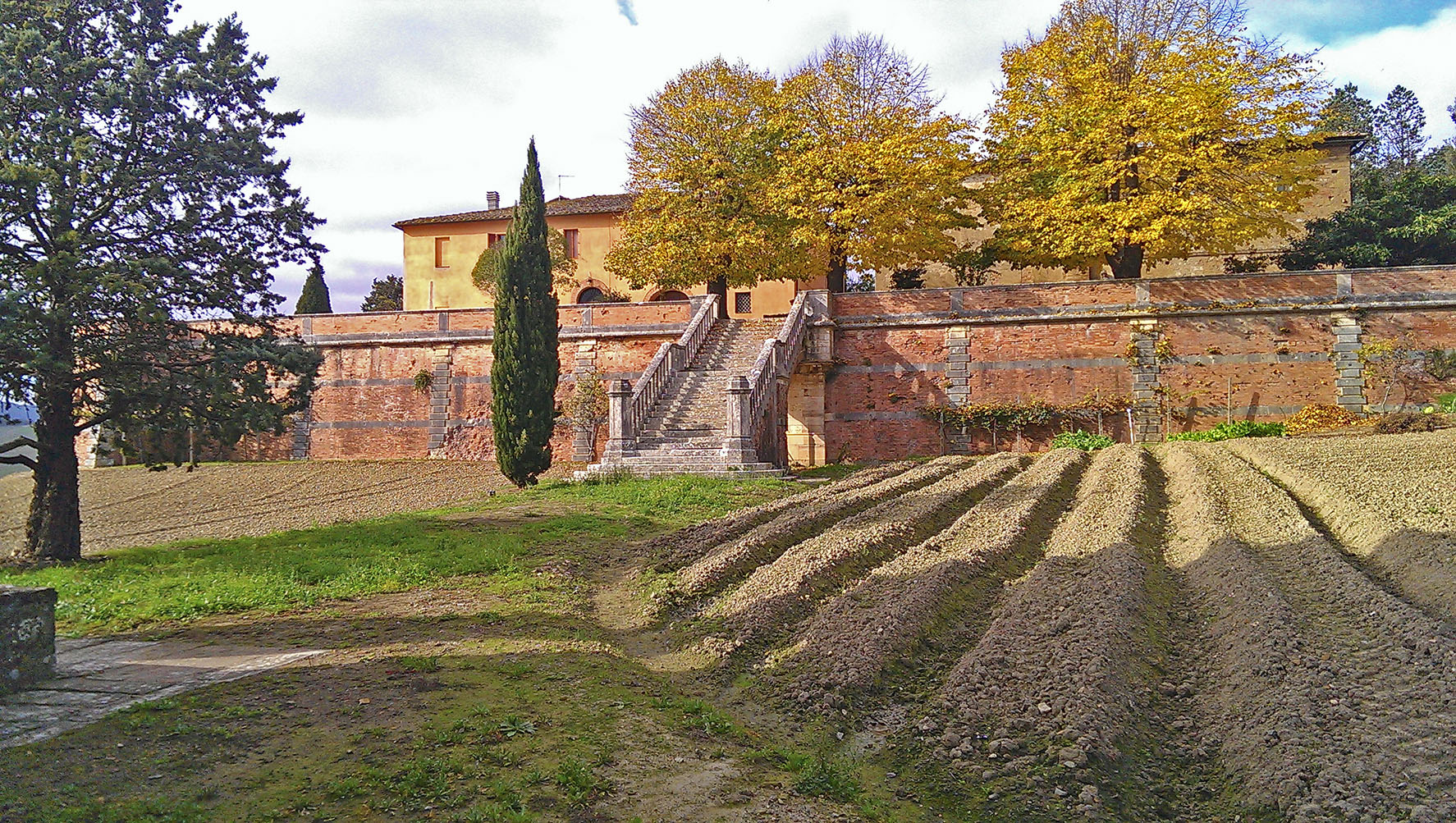
L'opera di sostruzione in mattoni e lo scalone in pietra che collega l'abitato di Quinciano con la cappella.

La cappella, sebbene elemento originale e primario, fa parte di un più ampio progetto di riconfigurazione di tutta la porzione orientale dell'abitato di Quinciano che si snoda attorno all'antica chiesa canonica di Sant'Albano Martire. Attraverso l'erezione di un'alta muratura a retta in mattoni e paraste in pietra calcarea coeva alla cappella, fu infatti traslato il ciglio della scarpata meridionale e orientale, parte della sommità del colle su cui sorge l'abitato. Un'ampia scalinata, sempre in pietra e mattoni, che permette di raggiungere il piano su cui sorge la cappella, marca l'asse centrale di tale composizione che avrebbe dovuto completarsi con il fronte monumentale del palazzo padronale a firma dello stesso Giuseppe Partini, progetto documentato ma mai portato a termine.